# Gaia űrtávcső

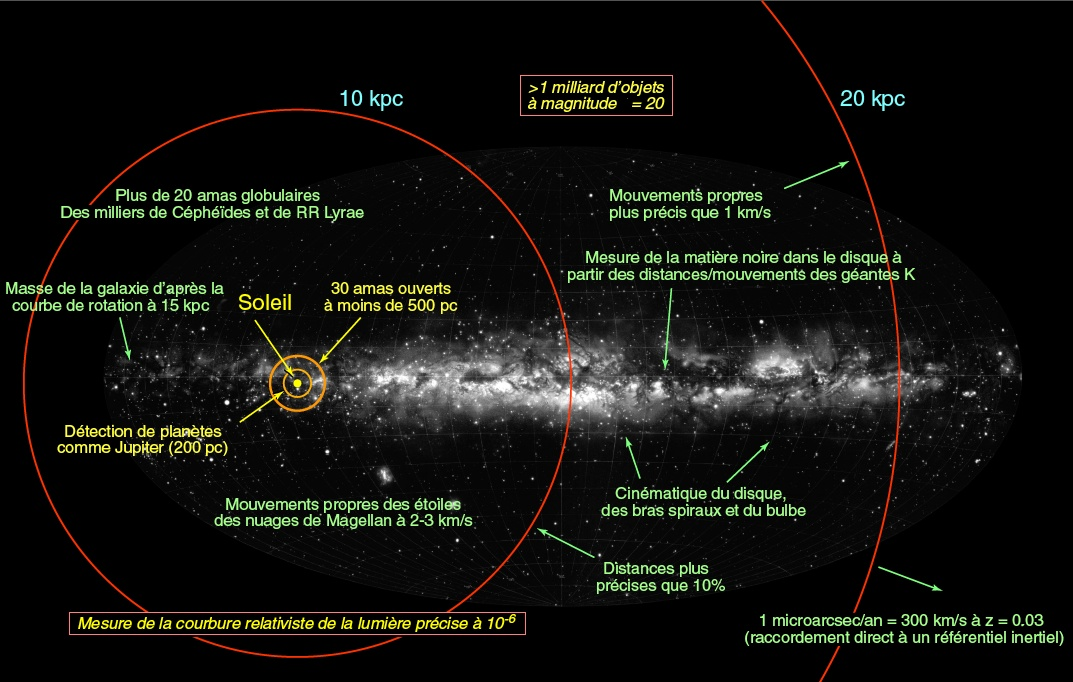
A Tejútrendszer Gaia űrtávcső által megfigyelhető tartománya

A Gaia űrtávcső (Régi elnevezése: Global Astrometric Interferometer for Astrophysics) az Európai Űrügynökség Horizon 2000 programja keretében épült asztrometriai műhold, a Hipparcos utódja. Az elnevezése eredetileg mozaikszó volt, amely arra utalt, hogy interferometriai elven működő eszköz. Bár a mozaikszó már nem érvényes, mert az űreszköz működési elve megváltozott, az elnevezést megtartották.
2013. december 19-én egy Szojuz–Fregat (Szojuz–FG) hordozórakéta segítségével emelkedett a magasba.
Induló tömege 2030 kilogramm, hasznos teher 710 kilogramm, műszerezettségének súlya 920 kilogramm, pályára állást segítő, illetve korrekciós manőverekhez szükséges üzemanyagának súlya 400 kilogramm. Pályakorrekciókat mikrófúvókák üzemeltetésével biztosítják. A műhold kinyitott napelemtáblával, üzemkész állapotban 10 méter átmérőjű. Lissajous típusú zárt pályán kering az L2 Lagrange-pont körül.
2014. január 7-én kritikus manőverre került sor. A hajtóművek begyújtása után 263 000 × 707 000 × 370 000 km adatokkal jellemezhető pályára állt az L2 pont körül, 180 napos keringési idővel.

## Küldetés
A Gaia 2014 júliusa óta végez nagyon pontos pozíció- és fényességméréseket mintegy 1,5 milliárd csillag esetében. Az általa gyűjtött adatok lehetővé teszik a vizsgált csillagok térbeli helyzetének meghatározását, ez alapján a Tejútrendszer háromdimenziós feltérképezését és a benne zajló mozgások vizsgálatát. 
Az  ötéves  működése során minden csillagra 70-szer kerül sor. Összesen egy millió gigabájt adatról van szó.
Az adatok alapján készülő csillagkatalógus segítségével előállítható a Tejútrendszer háromdimenziós (3D) modellje.

## Jellemzői
Feladata égboltfelmérés, a 20,7 magnitúdónál fényesebb csillagok katalógusának összeállítása:
1. Asztrometria: a csillagok koordinátáinak megállapítása:

- 7 mikroívmásodperc pontossággal a 10 magnitúdónál fényesebb,
- 20 mikroívmásodperc a 10–15 magnitúdó közötti és
- 200 mikroívmásodperc a 15–20,7 magnitúdó közötti csillagok esetén.

1. Az összes észlelt objektum színképének felvétele.
2. Radiális sebesség mérések.

Legfőbb mérőműszerei:
1. Astro – kettő azonos felépítésű távcső és képalkotó rendszer,
2. BP/RP – kék és piros fotométer. Nagyon gyors fotometriai méréseket végez, hogy megállapíthassa az égitestek színképét és polaritását (meleg, hideg). A bolygó gravitációs vonzása által kismértékben rángatott csillag egyszer közeledik a Földhöz, utána pedig távolodik tőle, a Doppler-hatáson keresztül az objektum színképvonalait váltakozva a kék illetve a vörös hullámhossz-tartomány felé tolja el. Az apró elmozdulások pontos ismeretében megbecsülhető a bolygó tömegének alsó határa.
3. Radial Velocity Spectrometer (RVS) – színképelemzés végzése,
4. Data Processing and Analysis Consortium (DPAC) – a nyers adatok feldolgozása és elemzése

Az ESA további felfedezések vár:
1. Naprendszerünkben több százezer aszteroida és üstökös feltérképezésével,
2. a Naprendszeren túl közel hétezer bolygó adatainak mérésével,
3. több tízezer "nem" csillag, úgynevezett barna törpék megismerésével,
4. húszezernél több felrobbanó csillag, úgynevezett szupernóvák helyének meghatározásával,
5. százezernél több távoli aktív galaxisok és kvazárok adatainak pontosításával.

Gaia jellemző adatai
1. 5,5 éves működési ideje alatt mintegy 70 alkalommal figyelhetjük meg a közel egymilliárd csillagot. Ez átlagosan 40 millió megfigyelés egy nap alatt!
2. a tejútrendszer csillagainak mintegy 1 százalékát tudja vizsgálni,
3. az egymilliárd csillag mintegy 99 százaléka soha nem volt mérhető műszereinek pontosságával,
4. a legnagyobb digitális fényképezőgépet viszi az űrbe, közel egymilliárd pixel képfeldolgozással. Az okos-telefon kamerák mintegy 10 millió pixelre képesek.
5. felismeri a szabad szemmel nem látható, milliószor halványabb égi objektumokat, a
6. a szabad szemmel nem látható, 4000-szer  halványabb égi objektumokat 24 mikroívmásodperc pontossággal meghatározza. A Hipparcos az emberi hajszálat 20 kilométer távolságból is behatárolta. A Gaia érzékenységére jellemző, hogy az emberi hajszálat 1000 kilométer távolságból behatárolja.
7. a legközelebbi csillagok távolságát 0,001% pontossággal méri. A mintegy 30 000 fényévre elhelyezkedő központi galaxis objektumait  20%-os pontossággal méri,
8. adatainak feldolgozásán, elemzésén a DPAC közreműködésével, több mint 400 személy, kiegészítőként további 2000 személy dolgozik,
9. a program végeztével az archivált adatok mennyisége meghaladja az 1 petabytet (1 millió gigabytet), ami körülbelül 200 000 DVD értékű adat.

Szolgálati idejét 5,5 évre (2019) tervezték, beleértve a 0,5 éves tesztüzemét.

## A Gaia űrtávcső adatközlései
Az elmúlt években több Gaia katalógus jelent meg, és mindegyik egyre több információt tartalmazott, bár a korai adatközlésekből néhány csillag hiányzott. Ezek főként sűrű csillagmezőkben található halvány égitestek voltak, valamint kettőscsillagok tagjai.
Az első adatközlést (Gaia DR1), amely a 2015 szeptemberéig tartó 14 hónapnyi időszak megfigyelései során gyűjtött adatokból áll, 2016. szeptember 14-én tették közzé. Az adatok "1,1 milliárd csillag pozícióját és fényességét tartalmazzák kizárólag a Gaia adatai alapján, több mint 2 millió csillag pozícióját, parallaxisát és sajátmozgás-adatait" a Gaia és a Tycho-2 Katalógus adatainak alapján a két adathalmazban szereplő objektumokra, emellett "nagyjából 3000 változócsillag fénygörbéit és jellemzőit, valamint több mint 2000 extragalaktikus égitest pozícióját és fényességét, amelyeket az égi vonatkoztatási rendszer meghatározásához használtak".
A második adatközlést (Gaia DR2), amely a 2014. július 25. és 2016. május 23. közötti időszak adataiból áll, 2018. április 25-én hozták nyilvánosságra. Ez körülbelül 1,3 milliárd csillag pozícióját, parallaxisát és sajátmozgását tartalmazza, további 300 millió csillag pozícióadatait 3 és 20 magnitúdó között, 1,1 milliárd csillag vörös és kék tartományba eső fotometriai adatait, további 400 millió csillag egyszínű fotometriáját, valamint nagyjából 7 millió, 4 és 13 magnitúdó közötti csillag radiális sebességének mediánját. Tartalmazza továbbá több mint 14 ezer naprendszerbeli objektum adatait is.

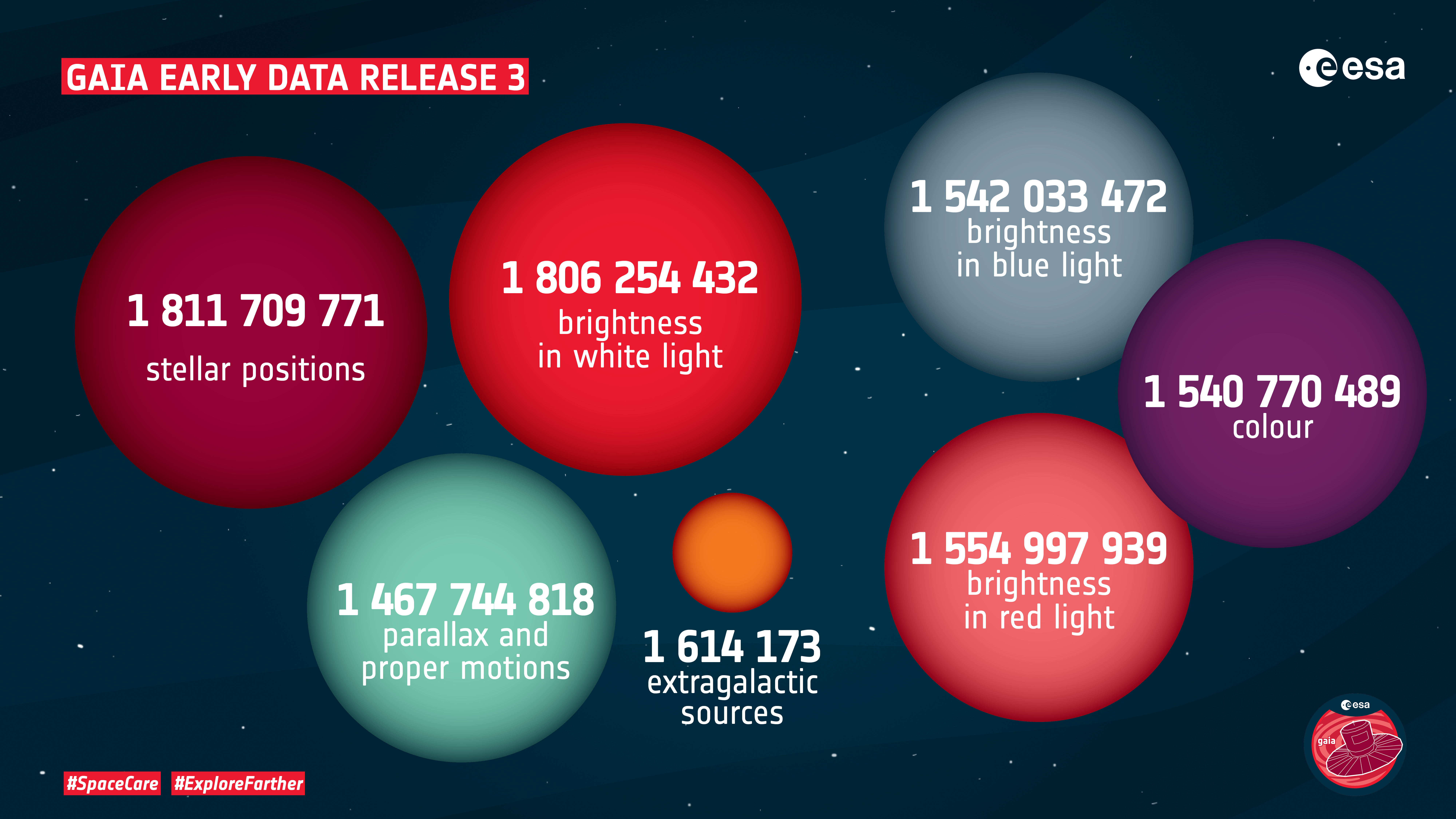
A Gaia korai adatközlésében (EDR3) szereplő csillagok és más objektumok. A harmadik adatközlés első felét 2020. december 3-án hozták nyilvánosságra.

Az adatfeldolgozás bizonytalanságai miatt a 34 hónapnyi megfigyelésen alapuló harmadik adatközést két részre bontották. Az első csomag, az EDR3 ("Early Data Release 3", vagyis korai adatközlés) 2020. december 3-án jelent meg, és pontosított pozíció-, parallaxis- és sajátmozgás-adatokat tartalmaz. Az EDR3 koordinátái a Gaia égi vonatkoztatási rendszerének új verzióját használják (Gaia-CRF3), amely 1 614 173 extragalaktikus forrás megfigyelésein alapul. Ezekből 2269 egybeesett olyan rádióforrásokkal, amelyek a nemzetközi égi referenciarendszer (International Celestial Reference Frame, ICRF) harmadik felülvizsgálatából származnak. Ide tartozik a közeli csillagok Gaia-katalógusából (Gaia Catalogue of Nearby Stars, GCNS) származó, 330 fényéven belüli 331 312 csillag.
A harmadik adatközlés teljes egészét 2022. június 13-án tették közzé, ebben szerepel a korai adatközlés (EDF3) anyaga, valamint a Naprendszer adatai, változócsillag-információk, a kettős- és többes csillagok, kvazárok és más objektumok adatai, asztrofizikai paraméterek, illetve egy speciális adatbázis, a Gaia Androméda Fotometriai Felmérés (Gaia Andromeda Photometric Survey, GAPS) adatai.

### Várható adatközlések
Az ötévesre tervezett küldetés teljes adatközlése, a DR4 tartalmazni fogja az összes asztrometriai, fotometriai és radiális sebesség adatot, változócsillagok és többes csillagok adatait, csillagok asztrofizikai paramétereit, kettőscsillagokat, galaxisokat, kvazárokat, egy exobolygó-listát, valamint tranzitadatokat. Attól függően, hogy meddig hosszabbítják meg a küldetést, további adatközlések is várhatók. A várakozások szerint a DR4 legtöbb mérése 1,7-szer, a sajátmozgás-adatok esetében 4,5-szer pontosabb lesz, mint a DR2-ben szereplő adatok voltak. A DR4 megjelenése 2026 közepén várható.
A Gaia végső katalógusa, a DR5 a küldetés során rögzített összes adatot tartalmazni fogja. 1,4-szer, a sajátmozgás-adatok pedig 2,8-szor pontosabbak lesznek, mint a DR4-ben szereplő adatok.
A Gaia adatainak felhasználásával kifejlesztettek egy ismeretterjesztő applikációt Gaia Sky néven, amelyben háromdimenzióban fedezhetjük fel a galaxist.

### Adatfeldolgozás
A Gaia minden nap nagyjából nyolcóránként küld adatokat 5 Mbit/s sebességgel. Az adatokat az Európai Űrügynökség földi követőállomásának (ESTRACK: European Space Tracking network) három 35 méteres rádióantennája fogadja.
Az űreszköztől 1 Mbit/s-os sebességgel az ötévesre tervezett küldetése során kinyert tömörített adatmennyiség körülbelül 60 TB, ami nagyjából 200 TB használható, tömörítetlen adatot jelent. Ezt az InterSystems Caché adatbázisában tárolják. A részben az ESA által finanszírozott adatfeldolgozásért egy európai konzorcium, a Data Processing and Analysis Consortium (DPAC) felel, amelyet 2006 novemberében választott ki az ESA pályázat útján.

## Külső hivatkozások
- GAIA (angol nyelven). (Hozzáférés: 2012. augusztus 31.)